# Ceremonia de clausura de los Juegos Panamericanos de 2023
La Ceremonia de Clausura de los Juegos Panamericanos de 2023 se llevó a cabo el domingo 5 de noviembre de 2023, en el Estadio Bicentenario de La Florida en La Florida, Santiago de Chile. 

## Convocatoria
A lo largo de la ceremonia se presentaron varios artistas como Prince Royce. También estuvieron presentes los grupos y artistas chilenos Inti-Illimani Histórico, Congreso, Pascuala Ilabaca y Joe Vasconcellos.

## Juegos Panamericanos de 2027
Inicialmente los próximos juegos se iba a llevar a cabo en Barranquilla, Colombia en la ceremonia de transición del traspaso de la bandera panamericana, el presidente Gabriel Boric le entregó la bandera al presidente de Panam Neven Ilic que traspaso al alcalde de Barranquilla, Jaime Pumarejo y a la entonces ministra de deportes de Colombia, Astrid Rodríguez. Sin embargo el 3 de enero de 2024 Panam Sports anunció el retiro de la sede a Barranquilla debido a que el gobierno nacional no giró un dinero correspondiente a los derechos de realización de las justas antes del 31 de diciembre de 2023. Después de dos meses se se realizó una elección de la ciudad sede de los juegos cuya ciudad fue elegida fue Lima, Perú.

## Ceremonia
En reconocimiento a su protagonismo durante el desarrollo del evento, el presidente de Panam Sports, Neven Ilic, hizo entrega de la última medalla de oro de los Juegos Panamericanos a Fiu, la mascota, durante la ceremonia de clausura.